# Grum
Graeme Shepherd (né le 7 mai 1986 à Glasgow, en Écosse), plus connu sous son nom de scène Grum, est un musicien et producteur de musique électronique britannique. 

## Biographie
Son premier album, Heartbeats, sort le 17 mai 2010, et est comparé à Discovery de Daft Punk et Destroy Rock and Roll de Mylo. L'album se hisse à la première place du classement iTunes Electronic Dance Charts aux États-Unis et, à la fin de l'année 2010, il est nommé « meilleur artiste de musique électronique de l'année » par iTunes au Royaume-Uni. La chanson Turn It Up est choisie comme single de la semaine par iTunes.
Les deux premiers clips de Grum tirés de Heartbeats, Can't Shake This Feeling et Through the Night, sont tournés à Los Angeles et réalisés par The General Assembly.
Début 2020, Grum annonce le lancement de son propre label, intitulé Deep State Recordings, d'après son album homnoyme. Human Touch, était à l'origine son deuxième album qui devait sortir en octobre 2013, mais est reporté jusqu'en avril 2014. Il est ensuite de nouveau repoussé à 2015. Les autres singles de l'album comprennent The Touch, Raindrops et Sunday Blue Sky. Human Touch reste inédit jusqu'en mars 2021, date à laquelle il annonce qu'il a racheté les droits de l'album, et sort le même mois sur Deep State Recordings.
Le 24 juin 2022, son quatrième album studio, Unreality, sort sur Anjunabeats. L'album comprend des voix invitées de Natalie Shay, Sarah Appel, Dom Youdan et Daniel Sealine.

## Discographie

### Albums studio
- 2010 : Heartbeats
- 2019 : Deep State
- 2021 : Human Touch
- 2022 : Unreality

### EP
- 2015 : Trine
- 2021 : Reconnection[6]